# Torre Plean

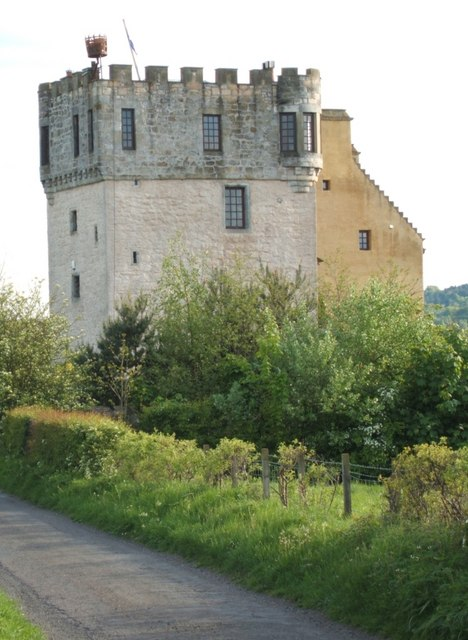
Torre Plean, Escócia

A Torre Plean (em inglês:  Plean Tower) é uma torre do século XV localizada em St. Ninians, Stirling, Escócia.

## História
Foi construída na segunda metade do século XV e durante o século seguinte foi adicionado um pátio a sul da torre, mas atualmente resta apenas alguns fragmentos.
Julga-se estar em ruínas desde o final do século XIX, sendo pouco depois extensivamente restaurado, adicionou-se mais um piso em altura e tornou-se habitável.
Encontra-se classificado na categoria "B" do "listed building" desde 5 de setembro de 1973.